# Antimima dasyphylla
Antimima dasyphylla är en isörtsväxtart som först beskrevs av Rudolf Schlechter, och fick sitt nu gällande namn av H. E. K. Hartmann. Antimima dasyphylla ingår i släktet Antimima och familjen isörtsväxter. Inga underarter finns listade i Catalogue of Life.